# Šnjegotina Srednja
Šnjegotina Srednja (cyr. Шњеготина Средња) – wieś w Bośni i Hercegowinie, w Republice Serbskiej, w gminie Čelinac. W 2013 roku liczyła 583 mieszkańców.